# Uta-Micaela Dürig
Uta-Micaela Dürig (* 1964) ist eine deutsche Kommunikationswissenschaftlerin und Managerin.

## Leben
Dürig arbeitete nach der Ausbildung zur Journalistin als Redakteurin bei Tageszeitungen, zuletzt in Berlin, dort studierte sie berufsbegleitend am Institut für Kommunikationswissenschaft an der Freien Universität. Später war sie politische Pressesprecherin im Berliner Senat.
Nach Stationen in der Unternehmenskommunikation unter anderem bei der ABB AG und der RWE AG übernahm sie 2004 die Leitung der Konzernkommunikation der Robert Bosch GmbH und verantwortete neben der Corporate Communications auch das Brand Management and Sustainability.
Am 1. Juli 2015 wechselte sie in die Geschäftsführung als stellvertretende Vorsitzende der Robert Bosch Stiftung. Von 2019 bis 2023 war sie als Beraterin selbständig mit dem Fokus Nachhaltigkeit, Transformation und Stiftungswesen. Zuletzt war Dürig die Vorständin Sozialpolitik des Paritätischen Wohlfahrtsverband Baden-Württemberg („Der Paritätische“), einem Verband mit 50.000 Ehrenamtlichen und 80.000 Hauptamtlichen in über 900 selbständigen Mitgliedsorganisationen mit insgesamt rund 2000 sozialen Einrichtungen und Diensten. Seit 1996 unterrichtet sie zudem an verschiedenen Hochschulen in den Bereichen internationales Kommunikationsmanagement und Public Relations sowie Stiftungsmanagement.
Dürig hat mehrere Aufsichtsratsmandate, wie beim der Die Reportageschule (seit 2008; Vorsitz seit 2019), Caritas Stadtverband Stuttgart (2014–2023) und Kuratorium der Caritas Stiftung in Stuttgart (2020–2023), bei der Hochschule Fresenius München (seit 2015), bei der Dualen Hochschule Baden-Württemberg (seit 2016; seit 2025 stellvertretende Aufsichtsratsvorsitzende), dem TÜV Rheinland (seit 2018), bei der ESMT European Business School of Management and Technology, Berlin (seit 2018), der Eva Mayr-Stihl-Stiftung (seit 2019) und der Deutsche Bahn Stiftung (seit 2023) sowie der Stiftung managerohnegrenzen gGmbH. Sie war im Aufsichtsrat bei der Quadriga Hochschule Berlin (2012–2019) und der Landesbank Baden-Württemberg LBBW (2015–2020). 2015 war sie Gründerin der ESSA Education Subsaharan Africa, London und der Akademischen Gesellschaft für Unternehmensführung und Kommunikation, des Forum Bildung Digitalisierung sowie Falling Walls Engage.
Uta-Micaela Dürig ist verheiratet und Mutter einer Tochter.

## Schriften (Auswahl)
- mit Heike Bühler (Hrsg.): Tradition kommunizieren: Das Handbuch der Heritage Communication. Wie Unternehmen Ihre Wurzeln und Werte professionell vermitteln., Frankfurter Allgemeine Buch, 2008, ISBN 978-3-89981-165-0.
- mit Peter Szyszka (Hrsg.): Strategische Kommunikationsplanung (Praxis PR)., UVK 2008, ISBN 978-3-86764-052-7.
- mit Joachim Rogall und Michael von Winning: Stiftung im Wandel: Die Kernelemente des Veränderungsprozesses der Robert Bosch Stiftung. In: Zukunftsorientiertes Stiftungsmanagement. Springer Gabler, 2018, ISBN 978-3-658-19266-2.
- Marke und Branding am Beispiel Bosch. In: Perspektivwechsel im Employer Branding. Neue Ansätze für die Generationen Y und Z., Springer Gabler 2019, ISBN 978-3-658-26207-5.
- mit Heidrun Haug (Hrsg.): Wirkungsvolle Nachhaltigkeitskommunikation, Springer Gabler 2024, ISBN 978-3-658-45226-1.